# Mariner 7
 (septembre 2016).
Mariner 7 est la septième sonde spatiale du programme Mariner. Elle est lancée par la NASA le 27 mars 1969 par un lanceur Atlas-Centaur, plus puissant que le lanceur Atlas-Agena D, permettant des instruments plus lourds, pour prendre des photographies de la planète Mars. Elle réalise le second survol de la planète Mars, et envoie les premières images en gros plans de la surface martienne et de fait, les premières images de près d'une autre planète. Les sondes Mariner 6 et Mariner 7 sont deux sondes spatiales identiques.
Mariner 7 pèse 411,8 kg et est équipée de deux spectromètres (ultraviolet et infrarouge), d'un radiomètre infrarouge, d'une caméra de télévision munie d'un grand angle et d'une autre dotée d'une focale de 508 mm. Le système de transmission expédie les résultats à une vitesse de 2 ko/s. Et qui inclut une expérience de radio-occultation.
Alors qu'elle se trouve encore à 1 225 000 km de la planète Mars, les caméras prennent 33 photographies de la planète. Elle survole l'hémisphère sud à 3 429 km le 31 juillet 1969 et prend un échantillonnage des températures allant de −73 °C à −125 °C. La pression est calculée à 6 millibars. La sonde prend un total de 126 photographies qu'elle transmet vers la Terre.
Cette mission est passée inaperçue du grand public, qui est concentré à ce moment-là sur les premiers pas de l'Homme sur la Lune.

## Sommaire
Les sondes spatiales Mariner 6 et Mariner 7 comprennent une mission à double sonde spatiale vers la planète Mars, les sixième et septième missions de la série de sondes du programme Mariner, utilisés pour l'exploration planétaire en mode survol. Les principaux objectifs des missions sont d'étudier la surface et l'atmosphère de Mars lors de survols rapprochés afin de jeter les bases de futures missions, en particulier celles relatives à la recherche d'une vie extraterrestre, et de démontrer et développer les technologies nécessaires aux futures missions vers Mars et à d'autres projets de longue durée, loin du Soleil.
Chaque véhicule spatial transporte une caméra de télévision à grand angle et une caméra de télévision à angle étroit, un spectroscope infrarouge, un radiomètre infrarouge et un spectroscope ultraviolet. Mariner 7 est entièrement orienté vers l'acquisition de données planétaires et aucune donnée n'est obtenue lors du voyage vers la planète Mars ou au-delà de la planète Mars. Il n'y a pas d'expériences pour l'étude du milieu interplanétaire.

## Description du véhicule spatial
La sonde spatiale Mariner 7 est constitué d'une plate-forme octogonale en magnésium, de 138,4 cm de diagonale et de 45,7 cm de profondeur. Une superstructure conique est montée sur le dessus de la plate-forme qui contient une antenne parabolique à gain élevé de 1 m de diamètre et quatre panneaux solaires de 215 × 90 cm chacun qui sont fixés aux coins supérieurs de la plate-forme. L'envergure de la sonde spatiale est de 5,79 mètres, quand les panneaux solaires sont déployés. Une antenne omnidirectionnelle à faible gain est montée sur un mât haut de 2,23 m à côté de l'antenne à gain élevé. Sous la plate-forme octogonal se trouve une plate-forme de balayage à deux axes qui contient les instruments scientifiques. La masse totale des instruments scientifiques est de 57,6 kg. La hauteur de la sonde spatiale est de 3,35 mètres.
La sonde Mariner 7 est stabilisée sur trois axes grâce à l'utilisation de trois gyroscopes et de deux ensembles de six jets d'azote gazeux froid montés aux extrémités des panneaux solaires, du viseur de l'étoile Canopus et de deux capteurs solaires primaires ainsi que de quatre capteurs secondaires. La propulsion est assurée par un moteur-fusée de 223 N de poussée monté sur la plate-forme, qui utilise de l'hydrazine monergol. La tuyère avec contrôle vectoriel à ailettes à 4 jets qui dépasse de la plate-forme octogonale. L'alimentation est fournie par 17 472 cellules photovoltaïques couvrant une superficie de 7,7 m2 pour les quatre panneaux solaires. Ceux-ci peuvent fournir 800 W de puissance près de la Terre et de 449 W près de la planète Mars. La puissance maximale requise est de 380 W lors du survol de la planète Mars. Un accumulateur argent-zinc de 1 200 Wh est utilisée pour fournir une alimentation de secours. Le contrôle thermique est réalisé grâce à l'utilisation de persiennes ajustables sur les côtés de la plate-forme principale.
Trois canaux de télémétrie sont disponibles pour les télécommunications. Le canal A contient des données d'ingénierie à 8,33 ou 33,33 bps, le canal B contient des données scientifiques à 66,67 ou 270 bps et le canal C contient des données scientifiques à 16 200 bps. Les communications s'effectuent via les antennes à gain élevé et faible gain, via des amplificateurs de 10/20 watts à tube à ondes progressives et à bande S pour la transmission et un seul récepteur. Un magnétophone analogique d'une capacité de 195 millions de bits peut emmagasiner des images de télévision pour une transmission ultérieure. Les autres données scientifiques sont emmagasinées sur un enregistreur numérique. Le système de commande, composé d'un ordinateur central et d'un séquenceur (CC&S - Central Computer and Sequencer) de 11,8 kg, est conçu pour faire fonctionner Mariner 6 de manière indépendante et sans intervention du contrôle au sol, est conçu pour déclencher des événements spécifiques à des moments précis. Le CC&S est programmé avec une mission standard et une mission de secours avant le lancement mais peut être commandé et programmé en vol. Il peut exécuter 53 commandes directes, 5 commandes de contrôle et 4 commandes quantitatives.

## Description des instruments
La sonde spatiale a huit instruments :
- Expérience de mécanique céleste (Celestial Mechanics Experiment), dans cette expérience, les données de portée et de taux de distance de la sonde spatiale sont obtenues à l'aide d'un transpondeur (temps de retard aller-retour donnant la portée de Mariner 7 depuis la Terre) et du signal de télémétrie de Mariner 7 (décalage Doppler donnant le taux de distance). Ces données sont à leur tour utilisées pour fournir des déterminations précises d'une variété de quantités astronomiques telles que la masse de la planète Mars, les éphémérides de Mars et de la Terre, et la symétrie du champ de gravité de Mars.
- Expérience de la relativité générale (General Relativity Experiment), aucune donnée retournée de cette expérience.
- Spectromètre infrarouge (Infrared Spectrometer), des mesures spectrales de l'émission thermique dans l'infrarouge de la surface et de l'atmosphère martiennes sont obtenues pour déterminer : 1° la composition atmosphérique, y compris les molécules polyatomiques liées à la vie, 2° la température de la surface, 3° la composition de la surface, 4° la topographie de la surface, 5° la composition de la calotte polaire du pôle Sud, et 6° les caractéristiques d'émission infrarouge des limbes brillants. L'expérience, montée au bas de la plate-forme de balayage octogonale de la sonde spatiale, utilise un spectromètre infrarouge composé d'un télescope, de lentilles de focalisation optique et de miroirs, d'un filtre d'interférence à coin variable qui sélectionne les longueurs d'onde atteignant les détecteurs et des détecteurs infrarouge refroidi. Les spectres observés couvrent la région des longueurs d'onde de 1,9 à 14,3 μm et sont fournis par le canal 1 (4,0 à 14,3 μm), qui fonctionne sur la lumière émise par la planète et continue à obtenir des mesures de la face cachée de la planète, et le canal 2 (1,9 à 6,0 μm), qui fonctionnent sur le rayonnement solaire réfléchi. Le télescope de l'instrument a un champ de vision de 2° et, ainsi, au survol le plus proche (environ 3 400 km), la résolution géographique est d'environ 120 km sur 3 km et, lors d'un seul balayage, d'environ 120 km sur 120 km.  La résolution spectrale obtenue est de 0,5 à 1%. Le 5 août 1969, environ 34 minutes de données sont obtenues des deux canaux lors du survol de Mariner 7 des régions polaires et de latitude élevée de l'hémisphère sud martien. La qualité des données est excellente.
- Système d'imagerie à l'aide de caméras de télévision (Mars TV Camera System), deux caméras de télévision, l'une en résolution moyenne (grand angle) et l'autre en haute résolution (angle étroit), font partie de l'instrumentation scientifique de la sonde Mariner 7. La caméra grand angle, qui a un champ de vision de 11 par 14° et une distance focale de 50 mm, couvre 100 fois plus de surface que la caméra à angle étroit et n'est utilisée que pour les images en gros plan. La caméra à angle étroit, qui est utilisée pour les images lors du survol rapprochée et éloignée, a une distance focale de 508 mm et fournit 10 fois la résolution linéaire de la caméra grand angle. Les obturateurs de la caméra sont alternés et chronométrés pour assurer le chevauchement des images grand angle et angle étroit, fournissant 126 images des deux systèmes (33 images rapprochées et 93 images éloignées). Les images du survol de Mars sont prises entre 20 minutes 26 secondes avant le survol et 2 minutes 06 secondes après le survol, le long d'un parcours nord-sud qui coupe le passage de Mariner 6 et comprend le pôle sud martien. Les images de survol lointain sont obtenues en trois séries d'opérations. Dans la première série, 33 photos sont obtenues entre 68 h et 5 h avant le survol. Deux images fractionnaires sont obtenues à la fin des deux premières séries. Les images sont codées et enregistrées dans les sous-systèmes de télévision et de stockage des données. Pour chaque image produite par les caméras, trois versions codées distinctes sont transmises à la Terre - une image vidéo analogique composite (CAV - Composite Analog Video), une image vidéo numérique (DV - Digital Video) et une image numérique tous les vingt-huitième (ETE - Every Twenty-Eighth) image digitale. La reconstruction vidéo consiste à combiner les trois flux de données (CAV, DV et ETE). Cela génère des données vidéo telles qu'elles existent sortant des têtes de caméra. Les bandes magnétiques vidéo transmises sont affichées sur un tube cathodique et photographiées sur un film de 70 mm pour produire les images brutes. Ils sont également traités numériquement par un ordinateur IBM 360/44 pour amélioration de l'image et par un IBM 360/75 pour suppression du bruit afin d'obtenir les versions contenues dans les ensembles de données.
- Expérience d'occultation en bande S (S-Band Occultation Experiment), dans cette expérience, les changements de fréquence, de phase et d'amplitude du signal de suivi et de télémétrie en bande S (2 300 MHz), immédiatement avant et après l'occultation de la sonde spatiale par la planète Mars, sont utilisés pour avoir la température, la pression, et la densité de l'atmosphère gazeuse inférieure de Mars et la densité des particules chargées dans l'ionosphère martienne.
- Moniteur de flux de contrôle thermique - radiomètre conique (Thermal Control Flux Monitor - Conical Radiometer), aucune donnée retournée de cette expérience.
- Radiomètre infrarouge à deux canaux - température de la surface de Mars (Two-Channel Infrared Radiometer - Mars Surface Temperature), la température équivalente du corps noir de la surface martienne est déterminée au moyen d'un radiomètre infrarouge à deux canaux, qui mesure l'énergie infrarouge émise dans les bandes de 8 à 12 μm et de 18 à 25 μm et a une plage dynamique de 120 à 330 °K. Les deux canaux, situés dans des fenêtres atmosphériques, soulignent respectivement les températures supérieures et inférieures de cette plage. L'ensemble de l'expérience est situé au bas de la plate-forme de balayage octogonale de la sonde spatiale. Le radiomètre se compose de deux télescopes réfringents équipés chacun d'un détecteur à thermopile d'antimoine-bismuth non refroidi. L'expérience utilise un train optique qui comprend un miroir rotatif, qui reflète l'énergie incidente dans les télescopes. Le miroir a trois positions orthogonales. La première position voit l'espace vide et obtient une référence d'énergie nulle, la seconde voit la planète Mars et la troisième mesure l'énergie thermique émise par une plaque d'étalonnage de température. Après avoir vu l'espace pour une image (4,2 secondes), 13 observations de la planète sont faites à des intervalles de 2,1 secondes dans chaque canal de longueur d'onde. Ensuite, après un bref aperçu de la plaque de référence de température, 14 autres observations planétaires sont faites. Le cycle, qui dure 63 secondes (15 images), est ensuite répété, en commençant par une vue de l'espace. Environ 27 minutes de données sont obtenues le 5 août 1969, sur les hautes latitudes et les régions polaires de l'hémisphère sud martien durant le survol. Ces données fournissent des informations précieuses concernant la composition de la calotte polaire et les conditions de surface dans les régions de dégel près du bord de la calotte polaire. La qualité des données est bonne. Les données sont corrigées pour tenir compte de la réponse plus élevée que prévu au rayonnement hors axe.
- Spectromètre ultraviolet (Ultraviolet Spectrometer), des mesures spectrales sont faites du rayonnement ultraviolet émis par l'atmosphère martienne en raison de la diffusion par résonance du rayonnement solaire de la haute atmosphère, de la radiation par résonance, de la fluorescence et de l'excitation photoélectronique des constituants neutres et ioniques trouvés dans la partie inférieure de l'atmosphère martienne. Les paramètres suivants sont déterminés : la présence de certains atomes, ions et molécules dans la haute et la basse atmosphère, leurs hauteurs d'échelle respectives, le degré de diffusion de Rayleigh atmosphérique due au dioxyde de carbone et la réflectivité de surface dans les ultraviolets. L'instrument est un monochromateur à balayage Ebert-Fastie avec deux détecteurs à photomultiplicateur, utilisé dans le plan focal d'un coronographe planétaire réfléchissant. La lumière entrante traverse un abat-jour déconcerté et frappe le miroir du télescope principal, qui concentre la lumière à travers une fente sur un miroir secondaire. De là, la lumière est focalisée sur la fente d'entrée du spectromètre. Entrant dans le spectromètre, le rayonnement est collimaté par la première moitié du miroir d'Ebert sur un réseau de diffraction. La lumière diffractée est ensuite focalisée sur les fentes de sortie par la seconde moitié du miroir Ebert. Une fente de sortie distincte est prévue pour chacun des deux détecteurs. La position des images spectrales concernant les fentes de sortie est contrôlée en balayant cycliquement le réseau, avec un balayage de faible à haute longueur d'onde prenant 2,82 secondes, et le retour du réseau prenant 0,18 seconde. La région de longueur d'onde de 1 900 à 4 300 A est couverte dans le premier ordre comme le montre l'une des deux fentes, et la plage de 1 100 à 2 100 A mesurée dans le second ordre par l'autre. Le détecteur photomultiplicateur utilisé pour la gamme de longueurs d'onde longue fonctionne dans deux modes de gain, de sorte que des mesures valides peuvent être effectuées sur toute la gamme dynamique de 100 à 10 000 rayleighs. La résolution spectrale de l'instrument est de 20 à 2 950 A dans un premier ordre. Un spectre est produit toutes les 3 secondes et contient 600 valeurs de chacun des deux détecteurs. Trente-six valeurs sont utilisées comme mesures de période fiduciaire et 564 pour des mesures spectrales. Des mesures de radiation Lyman-alpha à 1 216 A sont également prises après le survol. Moins de 30 minutes de données ont été obtenues à partir des deux canaux lors du survol de Mariner 7 des régions de haute latitude et polaires de l'hémisphère sud martien le 5 août 1969. La qualité des données est comparable à la meilleure donnée obtenue par des fusées-sondes dans la région de 130 km et plus de l'atmosphère terrestre.

## Déroulement de la mission
La sonde planétaire Mariner 7 est lancé à partir de l'aire de lancement LC-36A depuis la base de lancement de Cap Kennedy le 27 mars à 22 h 22 min 01 s TU (Mariner 6 est lancé 31 jours plus tôt). Il s'agit de la première mission lancée sur le lanceur Atlas-Centaur (AC-20) consistant en un lanceur Atlas 3C et un étage Centaur pouvant être redémarrée. Le premier étage est largué 04 min 38 s après le lancement, puis l'étage Centaur est allumé durant 7,5 minutes pour injecter la sonde spatiale sur une trajectoire directe vers la planète Mars. Après que Mariner 7 se soit séparé de l'étage Centaur, les panneaux solaires sont déployés.
Une correction de trajectoire impliquant une mise à feu du moteur-fusée à hydrazine durant 7,60 secondes se produit le 8 avril 1969. Le 8 mai 1969, Mariner 7 est mis sous contrôle inertiel, par gyroscopes, pour éviter les problèmes de contrôle d'attitude qui ont affecté la sonde Mariner 6. Le 30 juillet 1969, juste 7 heures avant le survol de Mariner 6 de la planète Mars, la station de repérage de l'espace lointain de Johannesbourg, en Afrique du Sud, perd soudainement la télémétrie avec l'antenne à gain élevé de Mariner 7. L'une des deux stations de Madrid, en Espagne, est détournée de sa mission initiale de suivre Pioneer 8 et rejoint la recherche de Mariner 7. Heureusement, la station de poursuite Pioneer Station de Goldstone capte de faibles signaux de la sonde spatiale. Les contrôleurs envoient des commandes à Mariner 7 pour passer à l'antenne à faible gain qui fonctionne bien. Les contrôleurs de mission spéculent que la sonde spatiale est désalignée lorsqu'elle est frappée par des micrométéorites (bien que des spéculations ultérieures se soient concentrées sur l'accumulateur argent-zinc à bord qui peut avoir exploser, avec des électrolytes de ventilation agissant comme un propulseur). En conséquence, 15 canaux de télémétrie sont perdus. Malgré des problèmes de calibration de position avec Mariner 7 montrant des images fortement similaires à celles de la sonde Mariner 6.
Le 2 août 1969, à 09 h 32 min 33 s TU, Mariner 7 commence la séquence de survol lointain impliquant l'imagerie de Mars avec la caméra à angle étroit. Au cours des 57 heures suivantes, se terminant environ 5 heures avant le survol le plus proche de la planète Mars, 93 images sont prises et transmises vers la Terre. La sonde spatiale est programmée à la suite de l'analyse des images de Mariner 6. La nouvelle séquence demande au véhicule spatial d'aller plus au sud que prévu à l'origine (Mariner 6 a envoyé des photos intrigantes du pôle Sud de Mars, les contrôleurs au sol programment le système de contrôle de Mariner 7 pour augmenter le nombre de balayages du pôle Sud de 25 à 33), de prendre plus de photos de près et d'obtenir plus de données scientifiques du côté éclairé de Mars. Les données de la face cachée de Mars doivent être transmises directement à la Terre, car il n'y a pas de place sur l'enregistreur numérique pour les sauvegarder en raison des données supplémentaires du côté éclairé de Mars.
Le survol le plus proche, survient à 05 h 00 min 49 s TU le 5 août, Mariner 7 est à 3 430 km au-dessus de la surface martienne. Au cours de cette période, 33 images sont prises. Environ 19 minutes après le survol, la sonde spatiale passe derrière la planète Mars et émerge environ 30 minutes plus tard de la face cachée de Mars. Les données d'occultation en bande X sont prises durant les phases d'entrée et de sortie. Les données scientifiques et d'imagerie sont lues et transmises au cours des jours suivants. La sonde spatiale est ensuite mis en mode croisière, qui comprend des essais d'ingénierie et de communications, des essais de télévision avec photographie d'étoiles et des balayages ultraviolets de la Voie lactée et une zone contenant la comète 1969-B. Un suivi périodique de la sonde spatiale Mariner 7 sur son orbite héliocentrique est également effectué.

## Résultats
Le retour de données pour Mariner 6 et Mariner 7 est de 800 millions de bits. Mariner 6 envoie 49 images de son survol de loin et 26 images de son survol de près de la planète Mars, et Mariner 7 envoie 93 images de son survol de loin et 33 de son survol de près. Les photographies en gros plan du survol de la planète Mars couvrent 20% de la surface et sont cent fois plus précises que celles de Mariner 4 avec des détails de 300 mètres. Les instruments de Mariner 7 mesurent les émissions en ultraviolet et en infrarouge, ainsi que la réfractivité de l'atmosphère martienne. Les images montrent que la surface de Mars est très différente de celle de la Lune, à l'inverse de celles de Mariner 4 qui montraient de nombreux cratères. La calotte polaire du pôle Sud est composée principalement de dioxyde de carbone solide. La pression atmosphérique est estimée entre 3,5 mb. La composition atmosphérique est d'environ 98% de dioxyde de carbone. La radio-science affine les estimations de la masse, du rayon et de la forme de la planète Mars. Curieusement, malgré la haute résolution de 300 m, Mariner 7 trouve le centre de la plaine Hellas Planitia dépourvu de cratères. La sonde spatiale trouve une température de −68 °C à 59° S/28° E dans la région de Hellespontus, suggérant que cette zone est élevée de 6 km au-dessus du sol martien. L'analyse montre qu'au moins trois photos de Mariner 7 incluent la lune Phobos. Bien que les caractéristiques de la surface ne soient pas visibles, les images montrent clairement que la lune a une forme irrégulière. La NASA continue de recevoir des données de Mariner 7 jusqu'au milieu de 1971.